# Askoldia
Askoldia is een monotypisch geslacht van straalvinnige vissen uit de familie van stekelruggen (Stichaeidae).

## Soort
- Askoldia variegata Pavlenko, 1910